# Orlando Maldonado
Orlando Maldonado (* 21. November 1959 in Bayamon, Puerto Rico) ist ein ehemaliger puerto-ricanischer Halbfliegengewichtsboxer.

## Amateur
Maldonado gewann 1976 bei den Olympischen Spielen in Montreal die Bronzemedaille im Halbfliegengewicht. Im Halbfinale unterlag er dem Kubaner Jorge Hernández nach Punkten.

## Profi
1977 wurde er Profi und startete mit einer Serie von zwanzig Kämpfen ohne Niederlage bei zwei Unentschieden. Dabei erkämpfte er sich den Titel des puerto-ricanischen Halbfliegengewichtsmeisters und verteidigte ihn ein Mal.
Sein 21. Kampf wurde zum Höhepunkt seiner Profikarriere. Im August 1980 gewann er gegen Enrique Guadamuz schon in der ersten Runde durch K. o. und wurde damit Zentralamerikameister der WBC im Halbfliegengewicht.
Danach wackelte Maldonado. Die nächsten zwei Kämpfe, glücklicherweise nicht als Titelkämpfe ausgeschrieben, verlor er. Im Oktober 1983 bekam er dennoch die Gelegenheit gegen den WBC-Weltmeister Rafael Oronó aus Venezuela anzutreten. Nach 41 Sekunden der fünften Runde verlor Maldonado durch technischen K. o. Nach einer weiteren Niederlage im Mai 1984 zog er sich vom Boxsport zurück.